# نويليت
نويليت (بالفرنسية: Noyellette)‏ هي بلدية تقع في إقليم باد كاليه من منطقة نور با دو كاليه في شمال فرنسا. تبلغ مساحة هذه المدينة 2.02 (كم²)، وترتفع عن سطح البحر 94 م، يبلغ عدد سكانها 183 نسمة حسب إحصاء المعهد الوطني للإحصاء والدراسات الاقتصادية سنة 2009 م. وترأس Lucien Delannoy البلدية خلال فترة (2008-2014).